# Содомень
Содомень, Содомені (рум. Sodomeni) — село у повіті Ясси в Румунії. Адміністративно підпорядковане місту Пашкань.
Село розташоване на відстані 312 км на північ від Бухареста, 68 км на захід від Ясс.

## Населення
За даними перепису населення 2002 року у селі проживали 1450 осіб. Усі жителі села рідною мовою назвали румунську.
Національний склад населення села:
| Національність | Кількість осіб | Відсоток |
| -------------- | -------------- | -------- |
| румуни         | 1375           | 94,8%    |
| цигани         | 75             | 5,2%     |